# Estragos de la guerra

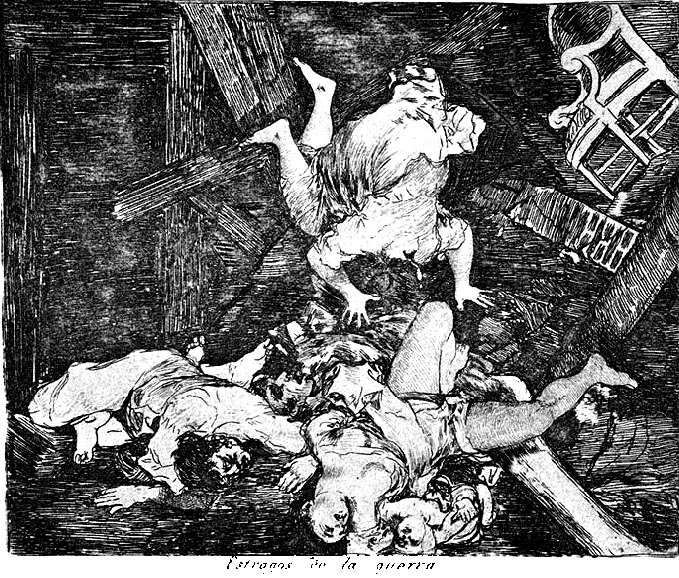
Desastres de la Guerra, n.º 30: «Estragos de la guerra».

Estragos de la guerra es la estampa número 30 de la serie de Los desastres de la guerra de Francisco de Goya, que fue realizada en el año 1810. Está realizada a la aguatinta, con retoques de punta seca y bruñidor, y tiene unas dimensiones de 141 x 170 mm. fue publicada por primera vez en la edición de la Real Academia de Bellas Artes de San Fernando de 1863, y hasta ese año, había permanecido, junto al resto de la serie, inédita.
La estampa refleja el bombardeo de población civil urbana, posiblemente dentro de su vivienda y remite con toda probabilidad a los obuses con que la artillería francesa minaba la resistencia española en los Sitios de Zaragoza en el transcurso de la Guerra de la Independencia Española.

## Análisis
Goya, que vivía en Madrid, emprende un viaje a Zaragoza entre el día 2 y el 8 del mes de octubre de 1808 a petición del general Palafox para conocer y representar los sucesos de los Sitios de Zaragoza. En el transcurso de este trayecto pudo contemplar escenas de guerra que aparecen también en cuadros como Fabricación de pólvora en la Sierra de Tardienta y Fabricación de balas en la Sierra de Tardienta, cuya ejecución es contemporánea a la serie de los Desastres de la Guerra. Además, y dado que Palafox invitó a Goya a contemplar la catástrofe zaragozana tras los sitios, es muy probable que esta estampa refleje el bombardeo de la ciudad por parte de la artillería francesa sobre la población civil. Estamos ante los escombros de una casa justo en los instantes en que se produce el impacto, pues se aprecia cómo una mujer está aún cayendo. La captación del momento llega así a su más radical extremo.

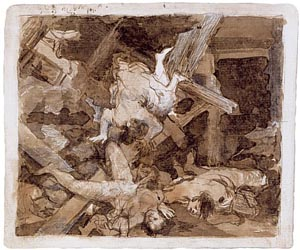
«Estragos de la guerra» (dibujo a la aguada preparatorio para el Desastre n.º 30).

Entre octubre de 1808 y 1810 Goya dibujó bocetos preparatorios (conservados en el Museo del Prado), entre los que se conserva el dibujo a la aguada, tinta seca y lápiz que da origen a esta estampa. A partir de este, comenzó a grabar las planchas en 1810, año que aparece en varias de ellas. La estampa que nos ocupa pertenece a la primera parte, que comprende las estampas 1 a 47, y está centrada en los efectos directos de la guerra. En este caso la modificación más significativa que se observa en relación con el dibujo preparatorio es la introducción de un niño muerto, con la cabeza hacia abajo, que podría ser un precedente del niño y la cabeza que sostiene una mujer a la izquierda del Guernica de Picasso. De este modo la estampa, con su composición de líneas quebradas, la sensación de caos, la fragmentación de los objetos, podría ser visto un precedente del cubismo, que retoma la idea de la contemplación de la muerte, de los estragos producidos en la población civil y en el que aparece el sufrimiento de una madre y de su hijo.
Las estampas tuvieron inicialmente el propósito de constituir un álbum patriótico, en consonancia con la petición de Palafox, pero, conforme adelantaba su trabajo Goya amplía los temas de Los desastres de la guerra para abordar todo tipo de tropelías provenientes de cualquiera de los dos bandos, pues en muchas de las estampas no es posible identificar quiénes son los autores de los hechos. A pesar de que se puede pensar que las víctimas son los habitantes de una vivienda de Zaragoza, nada hay en ella que descarte la posibilidad de que sean de otro bando. La estampa no concreta lugar ni protagonistas: se trata de que sea válida para cualquier catástrofe bélica sin indicación de tiempo ni lugar. 
La técnica utilizada es el aguafuerte, con alguna aportación de punta seca y bruñidor. Apenas usa Goya el aguatinta, que era la técnica mayoritariamente empleada en los Caprichos, debido probablemente a la precariedad de medios materiales con que toda la serie de los Desastres, que fue ejecutada en tiempos de carestía material por razón del enfrentamiento bélico.